# Syndicat catholique des allumettières de Hull
Le syndicat catholique des allumettières de Hull est une unité professionnelle de l'Association syndicale féminine catholique fondée entre 1918 et 1919 dans la ville d'Hull située dans la région québécoise de l'Outaouais. Il regroupe les ouvrières syndiquées travaillant dans l'usine de fabrication d'allumettes E.B. Eddy fondée par Ezra Butler Eddy en 1854. La première présidente du syndicat a été l'allumettière et syndicaliste Donalda Charron.

## Histoire

### Les allumettières et la fondation du syndicat

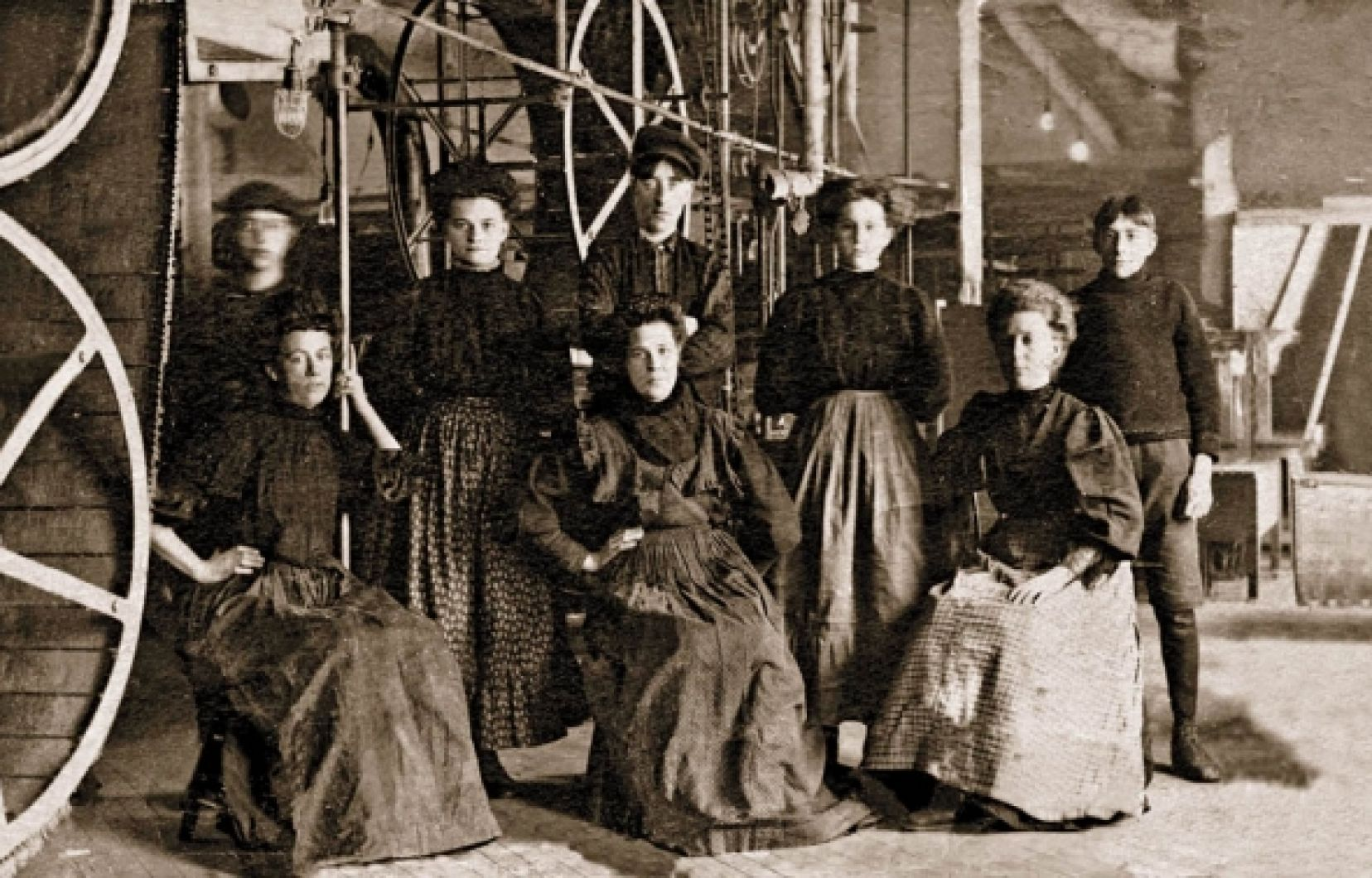
Des allumettières de l'usine E. B. Eddy, à Hull, vers 1880.

Le travail de fabrication d'allumettes était une tâche dangereuse à cause de la toxicité du phosphore utilisé et du risque élevé d'incendies. Dans l'usine E.B. Eddy qui possédait alors le quasi-monopole de production et de distribution d'allumettes au Canada, ce métier était principalement exercé par des femmes. En 1869 on estime à environ 60 le nombre de femmes à y travailler, pour un total de 70 employés.
Le premier syndicat chrétien de la ville de Hull est l’Association ouvrière d'Hull, syndicat masculin fondé en 1912 et qui devint exclusivement catholique en 1915. L’Association syndicale féminine catholique fut fondée entre 1818 et 1919 par un membre du clergé, le père Etienne Blanchin, et divisée selon 4 corps professionnels : le syndicat des ouvrières du papier, de la confection, de la fourrure et des allumettes.
Ce dernier fut significatif pour le syndicalisme féminin canadien par l’ampleur des actions qu’il a menées. Sa présidente la plus notoire, Donalda Charron fut la première femme présidente d’un syndicat au Canada.

### Les actions menées

#### Le premier conflit de 1919
Le premier conflit qui opposa le syndicat des allumettières à la compagnie E.B. Eddy eut lieu en décembre 1919. Les allumettières protestaient alors contre la réforme des doubles équipes de travail que la compagnie souhaitait mettre en place pour gagner en productivité face à une demande en hausse. L’usine ferma quelques jours pendant lesquels des négociations eurent lieu. La compagnie souhaitait, entre autres qu’avant de reprendre le travail, les ouvrières signent une clause les engageant à ne plus faire partie du syndicat. Les syndiquées refusèrent. Finalement les négociations aboutirent au compromis suivant : les ouvrières devaient accepter le nouvel horaire des doubles équipes pour trois mois et la Compagnie s’engageait à reconnaitre le syndicat, augmenter les salaires de 50% et observer quatre fêtes religieuses par année. Les allumettières obtinrent donc, dans une certaine mesure, gain de cause. Cependant, il semblerait que ces mesures n'aient pas toujours été respectées dans les années qui suivirent,.

#### Le deuxième conflit de 1924

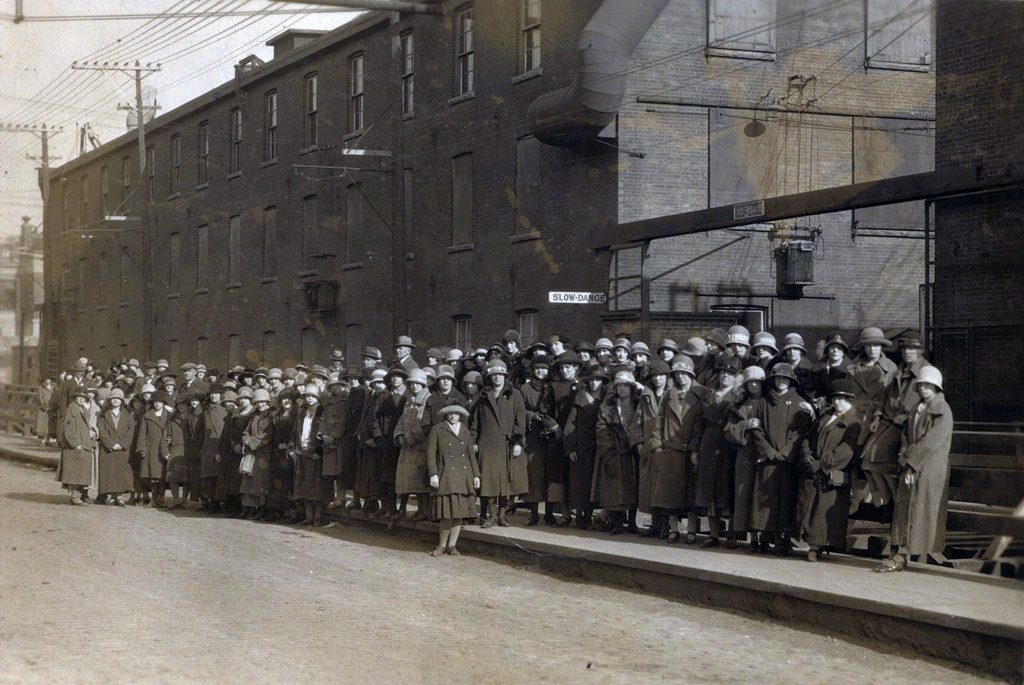
Lock out des allumetières de la E.B. Eddy de Hull, 1924.

Le deuxième conflit eut lieu en septembre 1924. La Compagnie annonça une baisse des salaires à laquelle les ouvrières répondirent immédiatement en quittant leur travail sans même consulter le syndicat. Elles voyaient dans cette baisse de salaires une trahison de l’engagement pris en 1919. La Compagnie répondit en fermant l’usine, un lock-out qui dura 9 semaines.

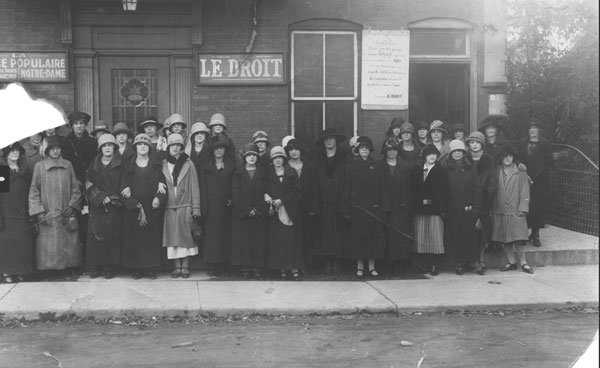
Un groupe d'allumettières en grève devant les bureaux du Droit, 1924.

Les allumettières reçurent l’appui du clergé durant cette grève car les enjeux étaient également d’ordre moral. En effet, la Compagnie souhaitait supprimer les postes de contremaitresses et les remplacer par des contremaitres, sans doute pour avoir un meilleur contrôle et une supervision des syndiquées. Les prêtres de la ville s’impliquèrent alors avec virulence dans le conflit, soutenant qu’un tel remplacement mettrait en danger l’intégrité morale des travailleuses. Il tinrent notamment un prône comparant les risques moraux de la mixité au sein des usines avec les risques physiques du travail  « Est-ce que l'âme de l'ouvrier vaut moins que son corps? La vertu d'une jeune fille a-t-elle moins de prix que ses poumons?».
La Compagnie voulait que les ouvrières signent un formulaire d'engagement personnel à demander l'emploi d'allumettière, ce qui aurait équivalu à supprimer toute notion d'ancienneté au sein de l'usine, et à renoncer à prendre part à toute activité syndicale, ce qu'elles refusèrent. Les allumettières, menées par Donalda Charron, organisèrent un piquetage afin que la Compagnie n’engage pas de briseuses de grève. Piquet de grève que le surintendant Arthur Wood, tenu pour responsable de la réforme de baisse des salaires, ne manqua pas de vouloir disperser en roulant dessus: «Run through the bunch!» aurait-il dit à son chauffeur. Les grévistes étaient soutenues par la ville, elles reçurent par exemple des repas gratuits fournis par des épiciers.
Le conflit se résolut finalement après des négociations longues et ardues, mais la Compagnie ne réengagea pas toutes les employées. La présidente du syndicat, Donalda Charron fut de celles qui perdirent leur emploi à la suite de cette grève.

## Catholicisme
La singularité du syndicat et de son mode de fonctionnement est liée à sa filiation à l’Église catholique et donc à une vision traditionnelle du rôle de la femme dans la société. Idéologie dominante au Québec jusque dans les années 60, selon laquelle l’unique vocation de la femme doit être d’être au service de sa famille et qui conditionne donc son rapport au travail. Cette idéologie est présente jusque dans les mieux dits « féministes » qui ne se départent pas de cette vision d’une féminité maternelle et domestique mais la revendiquent au contraire comme un «féminin singulier» à protéger.
La création du syndicat catholique des allumettières de Hull fut ainsi, entre autres, motivée par une volonté de protéger la femme et sa vertu d’un environnement de travail perçu comme dangereux pour elle. Il se donna le mandat de « la protection morale des jeunes filles et l'amélioration des conditions matérielles de leur travail ». Pour parvenir à ses fins, il mit en place des cours du soirs et organisa des activités sociales et éducatives visant à préparer les femmes à devenir des bonnes épouses d’ouvriers, à savoir tenir une maison et gérer des économies. Le travail féminin étant conçu comme un état passager précédant le mariage, le syndicat offrait donc davantage un « encadrement social » en attendant que les femmes deviennent des épouses et des mères.
Ainsi, la défense des intérêts professionnels et les négociations entre les ouvrières et les employeurs étaient menées par le Conseil central des syndicats masculins auquel le syndicat féminin était affilié et dépendant. Le syndicat féminin devait par exemple payer une taxe à ce Conseil central.
Cette situation de dépendance et de subordination s’est particulièrement manifestée lors des conflits de 1919 et 1924 puisque les négociations ne pouvaient pas être menées par les syndiquées : «Cependant, en tant que femme, elle [Donalda Charron] n’avait pas le droit de parler au nom des femmes. Seuls les dirigeants du syndicat – tous des hommes et tous des prêtres – pouvaient négocier avec les autorités de la Compagnie d’allumettes.»
Ainsi, l’aspect confessionnel du syndicat conditionne son fonctionnement ainsi que la teneur de ses luttes. Celles-ci doivent obligatoirement servir la doctrine de l’Église et sa vision et son idéologie dite « de conservation » du rôle social de la femme.

## Toponymie
Le Boulevard des Allumetières à Gatineau est nommé en l'honneur des ouvrières de la fabrique d'allumettes E.B. Eddy.
La rue Donalda-Charron de Gatineau et la bibliothèque Donalda Charron sont nommés en l'honneur de la cheffe syndicale des allumetières,.
La rue Alzire-Deschenes à Gatineau est nommé en l'honneur d'Alzire Deschenes (1864-1933) allumetière à l'emploi de la compagnie E.B. Eddy pendant 17 ans et victime d'une nécrose maxillaire causée par les procédés de fabrication d'allumettes au phosphore blanc.

## Postérité
En 2016, Alexandre Belliard sort un duo avec Salomé Leclerc  dans le cadre du projet Légendes d'un peuple ayant pour thème la pénibilité du travail des allumettières et leur révolte.
En 2005, le livre Les demoiselles aux allumettes, écrit par Marie-Paule Villeneuve, raconte de manière romancée la lutte des allumettières pour leurs droits.